# Водемон (графство)
Графство Водемон (фр. Comté de Vaudémont, нем. Grafschaft Vaudémont) — феодальное владение в составе герцогства Лотарингия на территории современного французского департамента Мёрт и Мозель.

## История графства
С IX века в источниках упоминается графство Сентуа, принадлежавшее графам Туля. В 1070 году младший сын герцога Лотарингского Жерара I, тоже Жерар, претендовавший на часть наследства отца, получил от старшего брата часть Сентуа с городом Водемон, а от императора Генриха IV — графский титул. От него происходят все последующие графы де Водемон.
Потомки графа Жерара были вассалами герцогов Лотарингских, позже — графов де Бар. Посредством брака в 1348 году графство перешло к семейству Жуанвилей. В 1393 году наследница графства Маргарита де Жуанвиль стала женой Ферри Лотарингского, младшего сына герцога Жана I, а их правнук Рене в 1473 году унаследовал герцогство, объединив таким образом Лотарингию и Водемон.
В последующее время титул графа де Водемон периодически присваивался младшим членам Лотарингского дома.